# Kurtziella
Kurtziella es un género de gasterópodo marino perteneciente a la familia Mangeliidae.

## Especies
- Kurtziella acanthodes (Watson, 1881)[2]
- Kurtziella accinctus (Montagu, 1808)[2]
- Kurtziella antiochroa (Pilsbry & Lowe, 1932)[2]
- Kurtziella antipyrgus (Pilsbry & Lowe, 1932)[2]
- Kurtziella atrostyla (Tryon, 1884)[2]
- Kurtziella cerina (Kurtz & Stimpson, 1851)[2]
- Kurtziella corallina (Watson, 1881)[1]
- Kurtziella dorvilliae (Reeve, 1845)[2]
- Kurtziella limonitella (Dall, 1884)[2]
- Kurtziella hebe Dall, W.H., 1919
- Kurtziella margaritifera Fargo, 1953[2]
- Kurtziella newcombei (Dall, 1919)[2]
- Kurtziella perryae Bartsch & Rehder, 1939[2]
- Kurtziella plumbea (Hinds, 1843)[2]
- Kurtziella powelli Shasky, 1971[2]
- Kurtziella rhysa (Watson, 1881)[2]
- Kurtziella serga (Dall, 1881)[2]
- Kurtziella serta (Fargo, 1953)[2]
- Kurtziella tachnodes (Dall, 1927)[2]
- Kurtziella venezuelana Weisbord, 1962[2]

Especies extintas
- † Kurtziella limonitella margaritifera A.A. Olsson & A. Harbison, 1953
- † Kurtziella pagella W.P. Woodring, 1970
- † Kurtziella prionota J. Gardner, 1937
- † Kurtziella ramondi (C.J. Maury, 1910)
- † Kurtziella stenotella W.P. Woodring, 1970
- † Kurtziella stephanophora J. Gardner, 1937
- † Kurtziella thektapleura J. Gardner, 1937
- † Kurtziella websteri (C.J. Maury, 1910)